# Kanał Odra-Sprewa

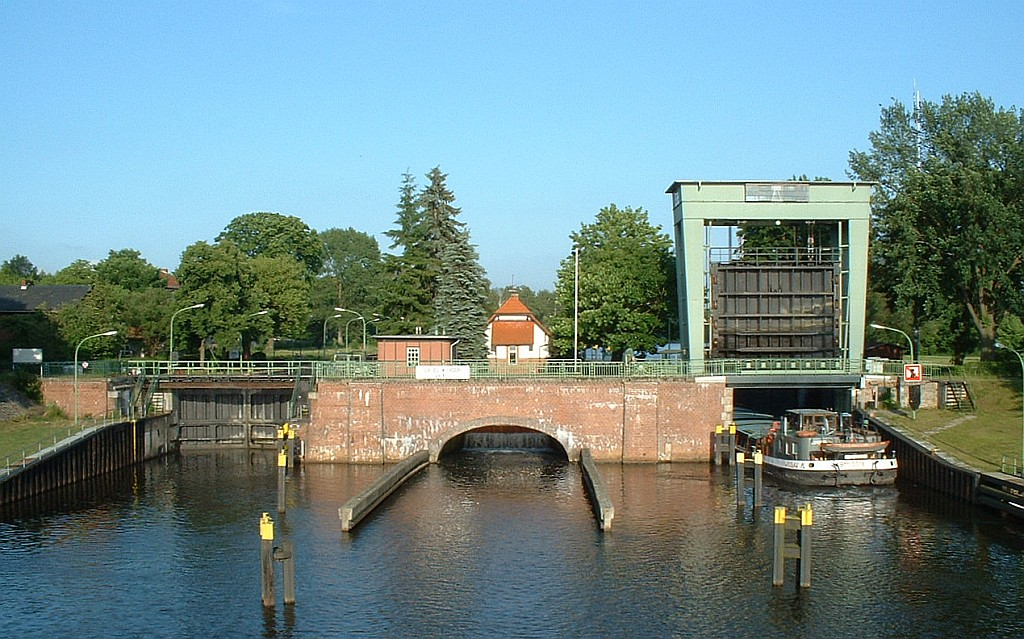
Śluza Wernsdorf km 47,8

Kanał Odra-Sprewa (niem. Oder-Spree-Kanal) – kanał śródlądowy w Republice Federalnej Niemiec o długości 83,7 km, zbudowany w latach 1887–1891.
Kanał łączy Odrę koło miejscowości Eisenhüttenstadt z rzeką Dahme, który jest dopływem Sprewy, koło Berlina. Wchodzi w skład drogi wodnej Odra – Sprewa, która bierze początek przy połączeniu Sprewy z Hawelą, uchodzi do Odry powyżej Eisenhüttenstadt – śluza Zwillingsschachtschleuse (podnoszenie do 14,6 metra, w zależności od stanu wody w Odrze) na km 553,4, mniej więcej na wysokości wsi Kłopot.
Kanał składa się z następujących odcinków:
- km 0,6 – 21 Sprewa skanalizowana
- km 21 – 32,8 Treptower Spree
- km 32,8 – 43,9 Dahme
- km 43,9 – 45,1 jezioro Seddinsee
- km 45,1 – 69 kanał Odra – Sprewa
- km 69 – 88,8 Sprewa fürstenwaldzka
- km 88,8 – 130,1 kanał Odra – Sprewa.

Na całej drodze siedem podwójnych śluz, jazda w górę w kierunku Odry.